# Panzerbrigade 108 (Wehrmacht)
Die Panzer-Brigade 108, auch Panzerbrigade 108 war während des Zweiten Weltkriegs ein gepanzerter Kampfverband der Wehrmacht.

## Geschichte
Die Aufstellung der Panzer-Brigade 108 wurde im Juli 1944 befohlen und erfolgte auf dem Truppenübungsplatz Grafenwöhr im Wehrkreis XIII.
Der eigentlich vorgesehene Stab der Brigade wurde aber zum Stab der SS-Panzer-Brigade Gross. Im August 1944 ersetzte der Stab des Panzer-Regiments 39 der 17. Panzer-Division den fehlenden Brigade-Stab.
Der zugehörige Panzerverband wurde zur Panzer-Abteilung 2108, deren 1. bis 3. Kompanie mit 36 Panzerkampfwagen V und 3 Flakpanzern IV (3,7-cm) ausgerüstet wurden. Die Grenadier-Abteilung wurde als gepanzertes Panzergrenadier-Bataillon 2108 mit Schützenpanzerwagen Sd.Kfz. 251 ausgestattet. Nach einer kurzen Einweisung und Ausbildung erfolgte am 16. September 1944 eine übereilte Verlegung der noch in Aufstellung befindlichen Einheit nach Gerolstein. Es fehlte die gesamte 4. Kompanie/Panzer-Abteilung 2108, für die 11 Panzer IV/70 (V) vom Heereszeugamt erst am 19. September 1944 zum Transport gebracht wurden. Die Unterstellung erfolgte bei Venlo stehend unter die 1. Fallschirm-Armee in die Heeresgruppe B. Im Oktober kam die Brigade bei Aachen zur 7. Armee.
Der Einsatz der Brigade erfolgte ab September 1944 am Westwall. Am 19. September 1944 wurde die Panzer-Brigade 108 für ein Gefecht im Raum Halsdorf vorbereitet. Der Vorbereitungsraum befand sich auf einem Hügel, welcher durch den Gegner gut eingesehen werden konnte. Es folgte ein feindlicher Angriff, welcher den Verlust von 12 Panzern bedeutete. Auch die nachrückenden Panzergrenadiere erlitten dabei schwere Verluste. Ab Anfang Oktober 1944 waren Teile der Panzer-Brigade 108 u. a. gemeinsam mit Teilen der 1. SS-Panzer-Division im Raum Reichswald aktiv. Am 10. Oktober 1944 wurde die Brigade nach Aachen zurückgezogen. Hier war die Brigade in die Schlacht um Aachen eingebunden.
Im November 1944 wurde die Brigade aufgelöst. Der Stab wurde wieder der Stab des Panzer-Regiments 39. Die Panzer-Abteilung 2108 diente zur Aufstellung des Panzer-Regiments Coburg und das Panzergrenadier-Regiment 2108 gliederte sich in die 116. Panzer-Division ein. Die noch vorhandenen und bis dahin nicht eingesetzten 10 Panzer IV/70 (V) wurden der Panzerjäger-Abteilung 228 überlassen.

## Brigadekommandeure
- Oberstleutnant Friedrich Heinrich Musculus

## Gliederung
- Panzer-Abteilung 2108 mit vier Kompanien
- Panzergrenadier-Bataillon 2108 mit fünf Kompanien
- Brigade-Einheiten 2108